# Décret présidentiel 14201
Lire en ligne

Page sur le site de la Maison Blanche

Texte sur Wikisource

Le décret présidentiel 14201, intitulé Garder les hommes hors du sport féminin (en anglais Keeping Men Out of Women's Sports), est un executive order signé par le président américain Donald Trump le 5 février 2025 dans le but d'interdire aux athlètes transgenres féminines de participer à des compétitions et/ou dans des équipes sportives féminines.
Tout établissement éducatif en violation de cette loi est menacée de perdre son financement fédéral.

## Contenu
Le décret exécutif interdit aux athlètes transgenres féminines de participer à des compétitions et/ou dans des équipes sportives féminines,.
Le décret menace de révoquer le financement fédéral de tout établissement d'enseignement primaire, secondaire et tertiaire qui autorise les filles transgenres à jouer dans des équipes féminines, affirmant qu'elles sont en violation du Titre IX.
Le décret n’interdit pas aux athlètes transgenres masculins de tout âge de jouer dans des équipes sportives masculines.

## Contexte

### Mouvement transphobe
Le sujet transgenre était au cœur de la campagne de Donald Trump de 2024, ayant été la première dépense de spot publicitaire réalisée par le parti républicain, cumulant 120 millions de dollars,,. La victoire de Donald Trump en novembre inquiète la communauté LGBT et particulièrement celle transgenre, craignant un démantèlement progressif de leurs droits, entre autres l'accès au logement, le changement de genre à l'état civil, etc.,.
Dès le 22 décembre 2024, Trump annonce lors d'un rassemblement vouloir dès le premier jour de son mandat arrêter le « délire transgenre » en affirmant officiellement qu'il n'existait que deux genres tout en interdisant une transition pour les personnes mineures et la présence des personnes transgenres dans l'armée, dans les écoles et dans les compétitions féminines,.
Le 20 janvier 2025, Donald Trump signe le décret visant à « défendre les femmes contre l’extrémisme idéologique de genre et à rétablir la vérité biologique au sein du gouvernement fédéral », l'identité transgenre y est décrit comme une « idéologie ».

### Démographie transgenre concernée
En 2019, l'association Gay, Lesbian & Straight Education Network affirme que 5 % des collégiens et lycéens sondés estiment pratiquer un sport en accord avec leur identité de genre.
En 2022, la Williams Institute estime que 300 000 collégiens et lycéens se considèrent comme transgenres aux États-Unis.
En décembre 2024, le président du National Collegiate Athletic Association (NCAA), Charlie Baker, affirme que moins d'une dizaine d'athlètes se considèrent comme transgenres parmi les 544 000 athlètes de l'association, soit environ 0,002 %.

## Réactions

### Réactions institutionnelles
Charlie Baker déclare que la NCAA se conformera au décret et le félicite pour avoir établi une « norme nationale claire » sur la question, par rapport aux lois étatiques et aux décisions judiciaires contradictoires antérieures,,. Le lendemain de la signature du décret, la NCAA modifie sa politique afin de limiter les compétitions universitaires dans les sports féminins aux athlètes ayant été assignées de sexe féminin à la naissance, avec effet immédiat.
La California Interscholastic Federation, qui sanctionne les sports au lycée en Californie, déclare qu'elle continuera à se plier à la loi étatique et à autoriser les athlètes transgenres à pratiquer des sports au lycée malgré le décret exécutif.

### Sondages
Un précédent sondage mené en juin 2023 par The Gallup Organization révèle que 69 % des sondés américains estiment que les athlètes transgenres ne devraient être autorisés à concourir que dans des équipes sportives correspondant au sexe qui leur a été attribué à la naissance, contre 62 % des sondés en 2021.
En janvier 2025, à la suite de la signature du décret présidentiel, une enquête de The New York Times et d'Ipsos révèle que 79 % des sondés américains sont favorables à l'interdiction faite aux athlètes transgenres de concourir dans les sports féminins,.

### Législation connexe du Congrès américain
En janvier 2025, la Chambre des représentants contrôlée par les républicains adopte la Loi sur la protection des femmes et des filles dans le sport (Protection of Women and Girls in Sports Act) de 2025 qui interdit aux étudiantes transgenres de jouer dans des équipes sportives féminines,. La mesure modifie le Titre IX pour définir le sexe comme basé uniquement sur la biologie reproductive et la génétique d'une personne à la naissance. Les législateurs républicains font valoir que le projet de loi protégerait l'égalité des chances dans le sport pour les femmes, mentionnant que les femmes cisgenres pourraient avoir des désavantages physiques par rapport aux athlètes transgenres. Les législateurs démocrates, menés par Suzanne Bonamici, affirment que le projet de loi expose les jeunes filles qui veulent faire du sport à des risques de harcèlement et d'abus en permettant aux adultes de demander des vérifications de genre voire de procéder à des inspections génitales. Ils citent l'exemple d'une lycéenne de l'Utah qui a fait l'objet d'une enquête parce qu'« elle n'avait pas l'air assez féminine », et mettent en garde contre le harcèlement et l'intimidation qui résulteront de l'introduction de cette législation.
En mars 2025, le projet de loi est bloqué au Sénat par un vote de 51 voix contre 45, en deçà des 60 voix nécessaires pour faire avancer la législation.

## Conséquences
À la suite du décret, le département de l'Éducation pousse les organisations sportives lycéennes et universitaires, la NCAA et la NFHS, à révoquer rétrospectivement les prix des athlètes transgenres et à rétablir ceux des athlètes cisgenres. Candice Jackson explique que l'objectif est de « rétablir les prix sportifs des femmes qui ont été pendant des années dévalorisées, ignorées et contraintes à regarder les hommes leur voler leurs honneurs »,.
En février 2025, le département d'État annonce l'interdiction faite aux athlètes transgenres d'entrer aux États-Unis si elles tentaient de concourir dans des sports féminins, et que les demandeuses de visa soupçonnées de telles pratiques verraient leur dossier marqué « SWS25 » à des fins de pistage.
Le comité olympique décide en juillet 2025 d'exclure les sportives transgenres des compétitions sportives afin de se conformer au décret présidentiel en vue des Jeux olympiques d'été de 2028. Le comité olympique se justifie en expliquant « protéger les opportunités offertes aux athlètes […] afin de garantir aux femmes un environnement de compétition juste et sécurisé ». La directrice générale ajoute que « toutes les fédérations sportives nationales doivent mettre à jour leurs politiques en conséquence »,.